# 1358 Gaika
1358 Gaika este un asteroid din centura principală, descoperit pe 21 iulie 1935, de Cyril Jackson.